# Programa Nacional de Becas y Crédito Educativo
El Programa Nacional de Becas y Crédito Educativo (PRONABEC) es un programa de becas y créditos educativos del gobierno peruano para peruanos de escasos recursos que deseen acceder a una educación superior de calidad, desde su inicio hasta su culminación. Es un programa manejado por el Ministerio de Educación de Perú a través de concursos públicos.

## Historia

### Antecedentes

#### INABEC
El  Instituto  Nacional  de  Becas  y  Crédito  Educativo  inició  sus  funciones  el  2  de  abril  de 1973, durante el Gobierno Revolucionario de la Fuerza Armada,  inspirándose  en  la  Ley  General  de  Educación 19236,  cuyo  Título  XXII dispone  la creación  de  un  Organismo  Público  Descentralizado,  encargado  de  los  Programas  de Becas y Crédito Educativo. Su creación oficial se establece mediante Decreto Ley 21547 del 13 de julio de 1976 y su actual Reglamento de Organización y Funciones del 19 de abril del 2001, aprobado. A lo largo de sus casi cuarenta años de existencia el INABEC propició la capacitación en el exterior mediante la concesión de alrededor de 30 mil becas y, a partir de 1974, se otorgó 25 mil créditos educativos. Desde  su  fundación,  INABEC  fue  miembro  activo  de  la  Asociación  Panamericana  de Instituciones  de  Crédito  Educativo  (APICE),  habiendo  obtenido  el  premio  la  "Cruz  de Plata" y actualmente es miembro de su Junta Directiva.

### Fundación del PRONABEC
El programa fue aprobado el 9 de febrero de 2012, en el Gobierno de Ollanta Humala, y publicado oficialmente el 13 de febrero del mismo año mediante la Ley n.° 29837, Ley que crea el Programa Nacional de Becas y Crédito Educativo, y su reglamento fue aprobado el 30 de diciembre de 2020 a través del Decreto Supremo n.º 018-2020.

## Becas que otorga el PRONABEC

### Pregrado

#### Beca 18
PRONABEC maneja programas como Beca 18, dirigido en diferentes modalidades a estudiantes de quinto grado de secundaria que desean realizar estudios de pregrado en universidades, institutos o escuelas superiores del país y del extranjero.
Para alumnos que demostraron alto rendimiento académico en los dos últimos grados de secundaria. Todas las modalidades (excepto la Beca 18 Fuerzas Armadas), es para adolescentes y jóvenes de 16 a 22 años. La Beca 18 Fuerzas Armadas es hasta los 30 años.
La beca permanece con los estudiantes hasta que concluyen sus estudios, siempre y cuando no cometan delitos, no suspendan varios cursos ni abandonen su matrícula.

##### Modalidades
- Beca 18 Ordinaria: para talentos que se encuentran en situación de pobreza o pobreza extrema, según el Sistema de Focalización de Hogares.[7]
- Beca 18 para Educación Intercultural Bilingüe: para adolescentes que quieren estudiar  y dominan una lengua originaria.
- Beca  18 Protección: para personas que residen en algún albergue, ya sea que estén en situación de abandono o tutelados por el Estado.
- Beca Repared: para víctimas de la violencia ocurrida en el país durante los años 1980-2000.
- Beca 18 para personas de comunidades Nativa Amazónica (CNA) o Afroperuana (PA): para personas que pertenezcan a una Comunidad Nativa Amazónica (CNA) o una Población Afroperuana (PA) registrada en el Ministerio de Cultura.
- Beca 18 Fuerzas Armadas: para licenciados del Servicio Militar Voluntario.
- Beca VRAEM: para personas que residen en el Valle de los ríos Apurímac, Ene y Mantaro.
- Beca Huallaga: para personas que residen en distritos de la zona del Huallaga.[8]
- Beca 18 Internacional (entre 2014 y 2018): para talentos de 18 a 22 años que se encuentran en situación de pobreza o pobreza extrema, y que se encuentren en el segundo ciclo universitario de pregrado. Llegó a haber becas a instituciones de Francia,[9] Colombia, España, Cuba, etc.

#### Beca Permanencia
Para estudiantes de universidades públicas, con buen desempeño académico y de escasos recursos económicos, para que culminen con éxito sus carreras profesionales.

#### Beca Continuidad de estudios
Para estudiantes de universidades e institutos públicos y privados, con buen desempeño académico y de escasos recursos económicos

#### Concurso Beca Hijos de Docentes
Para hijos de docentes de la Carrera Pública Magisterial que demostraron alto rendimiento académico en los dos últimos grados de secundaria.

#### Beca Perú
Para alumnos con alto rendimiento académico en secundaria. Es donado por las instituciones (Institutos superiores y universidades).

### Becas de posgrado

#### Beca Presidente de la República (desde2020, Generación delBicentenario)
Para estudios de posgrado en alguna de las 400 mejores universidades del mundo y dirigido a profesionales peruanos de alto rendimiento académico e insuficientes recursos económicos, que hayan sido admitidos de forma definitiva en una de ellas.

## Créditos educativos que otorga el PRONABEC
El PRONABEC ofrece a los jóvenes peruanos créditos educativos de pregrado. Este beneficio les permite costear estudios en las mejores instituciones de educación superior del país, a una tasa de interés social o económica.

### Crédito Talento
Para aquellos postulantes que no lograron ser seleccionados en el concurso de Beca 18. Si el talento accede a este préstamo, puede pagarlo al terminar su carrera profesional. Además de tener un periodo de gracia antes de que comience a cancelar las cuotas.

### Legislación
- «Ley n.° 29837, Ley que crea el Programa Nacional de Becas y Crédito Educativo». Norma (Congreso de la República del Perú). 13 de febrero de 2012.

- «Decreto Supremo 018-2020, Reglamento de la Ley n.° 29837». Norma (Congreso de la República del Perú). 30 de diciembre de 2020.

- Datos: Q108374758